# Sjökalla
Sjökalla är en by i Hamrånge socken i Gävle kommun. SCB hade mellan 1990 och 2023 för bebyggelsen i byn och en mindre bebyggelse inom byn Bergs ägor väster om själva byn, avgränsat och namnsatt småorten Berg och Sjökalla.
Sjökalla är en av de mindre byarna i Hamrånge socken och troligtvis yngre än grannbyarna Fors och Bergby.
Byn, som 1541 skrivs Siökarle och 1542 Siökalff, omfattade 2 mantal, 1560 tillkom ett tredje mantal.
Bynamnet Sjökalla skall troligen tolkas som 'sjökarlarnas' by. Någon sjö finns numera inte vid byn, men fram till 1700-talet lär där ha funnits en sjö eller grund havsvik som bidragit till att byborna benämnts 'sjökarlar'. Denna numera oldade lågmark heter Flan.
I byn finns ett antal gravar från vikingatiden.